# St. Aubert Township
St. Aubert Township est un township du comté de Callaway dans le Missouri, aux États-Unis,. En 2010, sa population s'élève à 1 969 habitants. Le township est baptisé en référence à l'ancien nom de Mokane.

## Source de la traduction
- (en) Cet article est partiellement ou en totalité issu de l’article de Wikipédia en anglais intitulé « St. Aubert Township, Callaway County, Missouri » (voir la liste des auteurs).